# غريب الحديث (كتاب)
غريب الحديث كتاب في علم الحديث.

## تفاصيل
- المؤلف: عبد الله بن مسلم بن قتيبة الدينوري أبو محمد
- الناشر: مطبعة العاني - بغداد
- الطبعة الأولى ، 1397
- تحقيق: د. عبد الله الجبوري
- عدد الأجزاء: 3[1]